# مونیک ویتیگ
مونیک ویتیگ (انگلیسی: Monique Wittig؛ زاده ۱۳ ژوئیهٔ ۱۹۳۵ – درگذشته ۳ ژانویهٔ ۲۰۰۳) مقاله‌نویس، رمان‌نویس، فیلسوف، استاد دانشگاه و نویسنده اهل فرانسه بود.
وی همچنین برندهٔ جوایزی همچون جایزه مدیسی شده‌است.